# Ismail Kadare

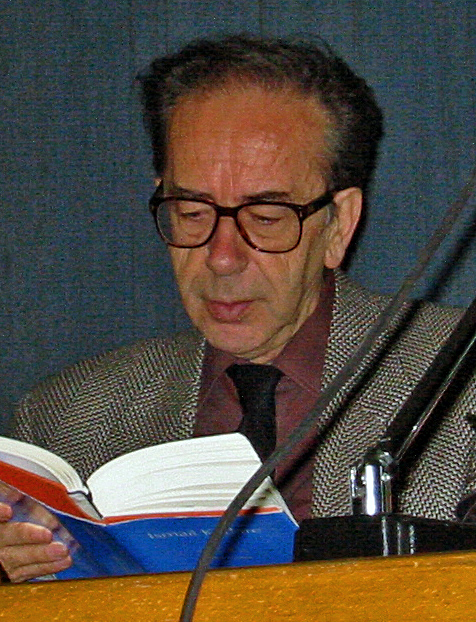
Ismail Kadare (2002)

Ismail Kadare (Gjirokastër, 28 januari 1936 – Tirana, 1 juli 2024) was een Albanees schrijver. Na de verschijning van zijn roman De generaal van het dode leger in 1963  gold hij als de internationaal bekendste Albanese schrijver. In 2005 was hij de eerste laureaat van de Man Booker International Prize. In 2009 kreeg hij de prestigieuze Spaanse Prins van Asturiëprijs. De Nobelprijs voor Literatuur ontving hij niet, hoewel zijn naam daarvoor veelvuldig rondging. Zijn werk is in 45 talen uitgebracht.
Kadares werk speelt zich vaak binnen een historische context af. Centraal in zijn werk staan de legenden en balladen van de Balkan, die van Albanië in het bijzonder, in navolging van de epen van Homerus, waarnaar Kadare ook regelmatig verwijst. Motieven die in zijn boeken terugkeren zijn bloedwraak, afgunst en geruchten en op deze manier kon hij indirect het stalinistische bewind in Albanië bekritiseren. Dit bleef niet altijd zonder gevolgen, want in 1995  publiceerde hij  zijn roman Maannacht en omdat hij de communistische partij vergeleek met een moderne inquisitie werd het boek meteen verboden.
In een groot aantal van zijn boeken toont de schrijver de werking van dictaturen, waarbij hij als oer-dictatuur vaak het Ottomaanse Rijk als onderwerp koos. Rechtstreekse kritiek op het bewind in eigen land, toen dat nog met de stalinistische leider Enver Hoxha en diens opvolger Ramiz Alia te maken had, leverde hij slechts met mate.  Enkele van zijn boeken kregen zware kritiek of een verbod,  maar Kadare genoot een zekere bescherming van hogerhand en kon zich meer kritiek permitteren dan anderen. Zijn beschermde positie was mede te danken aan zijn bekendheid in het buitenland. Ook wordt vaak gewezen op een speciale band die hij zou hebben gehad met Hoxha, die net als Kadare uit Gjirokastër kwam en die als een van de weinige Oost-Europese leiders van literatuur hield. Hij heeft Hoxha overigens slechts één keer ontmoet.
Kadare verliet Albanië in 1990 als reactie op het terugdraaien van democratische verworvenheden door Ramiz Alia en kreeg asiel in Frankrijk. Voor zijn vertrek gaf hij de volgende verklaring:
Tot vandaag heb ik binnen het raam van de in Albanië toegestane middelen getracht bij te dragen aan een versoepeling van het bewind. Tijdens mijn ontmoetingen met de president en in de briefwisseling die ik met hem in het afgelopen voorjaar had heb ik onomwonden op de absolute noodzaak gewezen van een snelle, diepgaande en volledige democratisering van het land.
 Als Albanië een echte democratie wordt, kom ik ogenblikkelijk terug. Ik wil hier heel nadrukkelijk stellen dat ik niet zal terugkeren nadat het regime is omvergeworpen, maar nadat een werkelijk democratiseringsproces op gang is gebracht.
In 1999 keerde hij naar Albanië terug, maar hield een woning in Parijs aan. Zijn werk is buiten Albanië vooral via zijn Franse vertalingen bekend geworden. Van zijn talrijke romans werden er ook vele in het Nederlands vertaald. Zijn laatste roman Onenigheid aan de top kwam in 2022 uit en beschrijft een telefoongesprek dat Jozef Stalin zou hebben gevoerd met de beroemde Russische schrijver Boris Pasternak. Hierover doen verschillende theorieën de ronde. Het bood Kadare de gelegenheid om te schetsen hoe hij als schrijver worstelde met het Albanese regime.
Kadare overleed aan een hartstilstand op 1 juli 2024. Hij werd 88 jaar oud.

## Selectie van werken
Opgenomen zijn de in het Nederlands vertaalde boeken, in volgorde van hun eerste verschijning in het Nederlands. Tussen haakjes de Albanese titel en het jaar van verschijning van het origineel.
- 1972: De generaal van het dode leger (Gjenerali i ushtrisë së vdekur, 1963)
- 1974: De regentrommen (Kështjella = Het kasteel, 1970)
- 1979: De Bruiloft (Dasma, 1968)
- 1983: De schemering der steppegoden (Muzgu i perëndive të stepës 1978)
- 1985: De brug met drie bogen (Ura me tri harqe, 1978)
- 1990: Kroniek van de stenen stad (Kronikë në gur, 1971)
- 1991: De Nis der Schande (Kamarja e turpit 1978)
- 1991: Albanese lente (Nga një dhjetor në tjetrin 1990),
- 1992: Het Dromenpaleis (Pallati i ëndërrave, 1982)
- 1993: De piramide (Piramida, 1992)
- 1994: Een breuk in april (Prilli i Thyer, 1980)
- 1996: Maannacht (Nata me hënë, 1985)
- 1996: De adelaar (Shkaba, 1995)
- 1997: Wie bracht Doruntina (Kush e solli Doruntinën?, 1980)
- 1999: Drie rouwzangen voor Kosovo (Tre këngë zie për Kosovën, 1998)
- 2000: De versteende bruidsstoet (Krushqit janë të ngrirë, 1981)
- 2000: Dossier H. (Dosja H., 1980)
- 2002: Het donkere jaar (Viti i mbrapshtë, 1980)
- 2002: De feestcommissie (1978), verhalen
- 2004: Koude bloemen in maart (Lulet e ftohta të marsit, 2000)
- 2006: Leven, spel en dood van Florian Mazrek (Jeta, loja dhe vdekja e Lulë Mazrekut, 2002)
- 2007: De dochter van Agamemnon. De Opvolger (Vajza e Agamemnonit, .... Pasardhësi, 2003)
- 2008: Het monster (Përbindëshi, 1991)
- 2010: Het ongeluk (Aksidenti, 2008)
- 2011: Een noodlottig diner (Darka e gabuar, 2008)
- 2013: Het reisverbod. In memoriam Linda B. (E penguara: Rekuiem për Linda B., 2009)
- 2022: Onenigheid aan de top (Kur sunduesit grinden, 2018)

De beide eerste titels verschenen aanvankelijk bij Pegasus, de derde bij Ordeman en de vierde bij Agathon. Later zijn deze boeken opnieuw uitgegeven door Van Gennep, dat ook alle andere titels uitgaf, met uitzondering van de laatste, die bij Querido verscheen. 
De meeste vertalingen zijn van de hand van Roel Schuyt.